# Louise Haigh
Louise Margaret Haigh (Sheffield, 22 luglio 1987) è una politica britannica, Segretario di Stato per i trasporti dal 5 luglio al 28 novembre 2024. Dal 2015 è membro della Camera dei comuni per il collegio di Sheffield Heeley.